# Stocking Glacier
Stocking Glacier är en glaciär i Antarktis. Den ligger i Östantarktis. Nya Zeeland gör anspråk på området. Stocking Glacier ligger 1 154 meter över havet.
Terrängen runt Stocking Glacier är bergig åt sydväst, men åt nordost är den kuperad. Terrängen runt Stocking Glacier sluttar söderut. Trakten är obefolkad. Det finns inga samhällen i närheten. 